# Salomon van Ruysdael
Salomon van Ruysdael (født ca. 1602 i Naarden, død 3. november 1670 i Haarlem) var en hollandsk landskabsmaler fra den hollandske guldalder. Han var farbror til Jacob Isaacksz. van Ruysdael.

## Eksempler på værker
Ruysdael var kendt for sine landskaber og flodscener:
- Færge med kvæg på floden Vecht nær Nijenrode (1649)
- Færge på en flod (1649)[1]
- Udsigt mod Deventer set fra nordvest (1657)